# Zello
Zello és una aplicació gratuïta de walkie-talkie per a mòbils desenvolupada a Austin, Texas. Utilitza el push-to-talk (PTT) de walkie-talkie per al seu funcionament i està disponible per Android, iOS, Blackberry, Windows Phone, Windows PC.

## Història
Alexei Gavrilov, un programador informàtic del Moscow Institute of Physics and Technology, va desenvolupar originalment el producte anomenat-lo Loudtalks. Aquesta aplicació va ser presentada a la Conferència de TechCrunch 40 Mòbil i Comunicacions.
el 17 de setembre de 2007. Més tard, Zello va adquirir la tecnologia Loudtalks, rebatejant-la. Va traslladar l'equip de desenvolupament a Austin, va afegir aps i es va publicar el 20 de juny de 2012. Bill Moore és l'CEO (CEO) i Gavrilov és el CTO. Moore va fundar i és CEO de TuneIn on Gavrilov i el seu equip creaven aplicacions per l'empresa. El lloc web de TuneIn i aplicacions mòbils ofereixen als usuaris la capacitat d'escoltar la transmissió d'àudio de milers de xarxes i estacions de ràdio als Estats Units i a tot el món.

## Producte
Zello actua com una alternativa a les ràdios tradicionals de dues vies, oferint característiques addicionals, com ara la història, la repetició de l'últim missatge, notificacions i compatibilitat amb dispositius Bluetooth. Funciona a través de xarxes GPRS / EDGE de 2G, 3G i 4G. El senador dels EUA Ted Cruz va dir que Zello “és un servei de missatgeria directa que permet als membres comunicar-se lliurement, ja sigui en privat amb els individus o en canals oberts que poden suportar centenars de milers d'usuaris". Permet que la gent faci servir els telèfons mòbils i els ordinadors a tot el món com els walkie-talkies.
Els usuaris de Zello poden crear canals i donar el control a altres usuaris Zello per esdevenir moderadors. El columnista de tegnologia de The New York Times,David Pogue, opina que els canals de Zello, "Com la majoria de les millors aplicacions, permet crear grups perquè es pugui dur a terme una mena de trucada en línia entre un grapat o centenars d'amics o col·laboradors".
Quan es crea un canal, els canals poden aparèixer en la llista de "Trending" i els creadors poden assignar moderadors addicionals per mantenir els seus canals creats segur. Si bé està disponible per Android, iOS, Windows Phone i Blackberry, Zello també es pot accedir des d'un ordinador amb Windows PC amb el Zello per a Windows PC.

## Notícies
Zello va ser notícia amb les Protestes del 2013 a Turquia, quan els manifestants turcs feien servir l'aplicació per burlar els censors del govern. Com a resultat, Zello va ser l'aplicació més descarregada a Turquia durant la primera setmana de juny de 2013.
Al febrer de 2014, va ser bloquejat per CANTV a Veneçuela. Zello va emetre solucions i pegats per superar els blocs per donar suport a prop de 600.000 veneçolans que han descarregat l'aplicació per comunicar-se entre si enmig de les protestes contra el govern de Nicolás Maduro. Zello ha estat una de les aplicacions més descarregades a Ucraïna i Veneçuela".
En el cas de Kiev, Les manifestacions són en contra el govern de Víktor Ianukòvitx, que va rebutjar un tractat amb la Unió Europea per tal de mantenir les bones relacions amb Rússia. Els protestants, pro-europeus, van iniciar les seves reivindicacions des del passat mes de novembre (2014). Les xarxes socials són les eines dels manifestants per superar la censura i publicar informació de primera mà de les protestes.